# Darnowo (Kępice)
Darnowo (deutsch Börnen) ist ein Dorf in der Landgemeinde Kępice (Hammermühle) im Powiat Słupski (Stolper Kreis).der polnischen Woiwodschaft Pommern.

## Geographische Lage
Das Dorf liegt in Hinterpommern, links von der Wipper und rechts der Stüdnitz, etwa 17 Kilometer nordnordwestlich von Miastko (Rummelsburg i. Pom.), 13 Kilometer südwestlich des Kirchdorfs Trzebielino (Treblin) und sieben Kilometer nordwestlich des Dorfs Dretyń (Treten).
Bei dem Dorf liegt der Börner See.

## Geschichte

Börnen, nordnordwestlich von Rummelsburg und südwestlich des Kirchdorfs Treblin, auf einer Landkarte von 1915

Das Bauerndorf Börnen gehörte ehemals zu dem alten Zitzewitzschen Lehen Brotzen. In Brotzen und Börnen waren die Zitzewitz schon 1575 begütert. Der Vasallen-Tabelle zufolge befanden sich um 1756 die Hälfte des Dorfs Börnen und das Dorf Turzig sowie das Vorwerk Gesifzig im Besitz des 75 Jahre alten Ernst Lorenz von Massow. Um 1782 hatten die Lehensnachfolger des Hauptmanns Friederich von Zitzewitz das Gut Brotzen in Besitz.  Laut Vasallen-Tabelle besaß um 1804 der 57 Jahre alte Gerhard Christoph von Zitzewitz, Major a. D., das Gut Brotzen nebst Bauerngut Börnen und Gut Vangerin.
Am 1. Dezember 1913 wurden auf der 491,7 Hektar großen Gemarkungsfläche der Landgemeinde Börnen 37 viehhaltende Haushaltungen gezählt, die zusammen 27 Pferde, 89 Stück Rindvieh, drei Schafe und 151 Stück Borstenvieh hielten.
Anfang der 1930er Jahre hatte die Landgemeinde Börnen eine Flächengröße von 5 km². Innerhalb der Gemeindegrenzen standen insgesamt 44 bewohnte Wohnhäuser an zwei verschiedenen Wohnstätten: Börnen und Forsthaus Börnen. Am 1. April 1936 wurden Gemarkungsteile der Gemeinden Brotzen, Plötzig, Techlipp und Turzig sowie das gesamte Dorf Vangerin in die Gemeinde Börnen eingegliedert. Börnen hatte seither drei Wohnplätze:
1. Börnen
2. Forsthaus Börnen
3. Vangerin

Um 1936 gab es im Dorf Börnen unter anderem einen Gasthof, einen Gemischtwarenladen, ein Holzsägewerk, eine Mühle, eine Schmiede und drei Viehhandlungen.
Die Landgemeinde Börnen gehörte im Jahr 1945 zum Landkreis Rummelsburg im Regierungsbezirk Köslin der preußischen Provinz Pommern des Deutschen Reichs und war dem Amtsbezirk Treten zugeordnet. Das Standesamt befand sich in Treten.
Gegen Ende des Zweiten Weltkriegs wurde Börnen Anfang März 1945 von der Roten Armee besetzt.
Anschließend wurde Börnen zusammen mit ganz Hinterpommern von der Sowjetunion der Volksrepublik Polen zur Verwaltung überlassen. In der Folgezeit wurde die einheimische Bevölkerung von der polnischen Administration aus Börnen vertrieben. Der Ortsname Börnen wurde zu „Darnowo“ polonisiert.

### Demographie
| Jahr | Einwohner | Anmerkungen |
| ---- | --------- | --- |
| 1782 | –         | zum Gut Brotzen gehöriges Bauerndorf mit einer Kornmühle, fünf Bauernhöfen, zwei Kossäten und acht Feuerstellen (Haushaltungen) sowie Fischerei im Börner See, zu Brotzen eingepfarrt             |
| 1818 | 048       | adliges Dorf, mit einer Wassermühle, zum Kirchspiel Treten gehörig |
| 1831 | 080       | Dorf mit einem Vorwerk, acht Häusern, einem Patrimonialgericht, adlige Besitzung, zum Kirchspiel Treten gehörig                                                                                   |
| 1852 | 186       | Dorf |
| 1864 | 229       | am 3. Dezember, Gemeindebezirk mit einem Flächeninhalt von 1193,39 Morgen |
| 1867 | 274       | am 3. Dezember, davon 244 im Gemeindebezirk und 30 im Gutsbezirk |
| 1871 | 251       | am 1. Dezember, davon 219 im Gemeindebezirk (213 Evangelische, sechs sonstige Christen) und 32 im Gutsbezirk (sämtlich Evangelische)                                                              |
| 1885 | 235       | am 1. Dezember, davon 219 (sämtlich Evangelische) im Gemeindebezirk mit einem Flächeninhalt von 321 Hektar sowie 16 (sämtlich Evangelische) im Gutsbezirk mit einem Flächeninhalt von 168 Hektar. |
| 1895 | 245       | am 2. Dezember, Gemeindebezirk mit einem Flächeninhalt von 320,5 Hektar, sämtlich Evangelische |
| 1910 | 204       | am 1. Dezember, Dorf |
| 1925 | 190       | darunter 185 Evangelische |
| 1933 | 405       | [ 20 ] |
| 1939 | 352       | [ 20 ] |

## Kirche

### Kirchspiel bis 1945
Die vor 1945 in Börnen anwesenden Dorfbewohner waren größtenteils evangelischer Konfession. Die evangelischen Einwohner gehörten zum Kirchspiel Treten im Kirchenkreis Schlawe in der Kirchenprovinz Pommern der Evangelischen Kirche der Altpreußischen Union. Sie besuchten die Filialkirche in Brotzen, in die außer Börnen noch die Ortschaften Turzig, Vangerin, Pöppelhof und Gesifzig eingepfarrt waren. Die Dorfkirche in Brotzen, eine Fachwerkkirche, hat die ersten Jahre nach dem Zweiten Weltkrieg nicht überdauert.
Das katholische Kirchspiel war in Rummelsburg i. Pom.

### Kirchspiel seit 1946
Die seit 1945 und Vertreibung der Einheimischen hier lebende polnische Dorfbevölkerung ist größtenteils römisch-katholisch und gehört der Römisch-katholischen Kirche in Polen an.
Hier lebenden evangelische Kirchenglieder werden von der Evangelisch-Augsburgischen Kirche in Polen betreut. Das zuständige Pfarramt ist das der Kreuzkirche in Słupsk (Stolp).